# Hīzaj
Hīzaj (persiska: هيزج, هيزَّچ, حَيزَج) är en ort i Iran.   Den ligger i provinsen Hamadan, i den nordvästra delen av landet, 220 km väster om huvudstaden Teheran. Hīzaj ligger 1 696 meter över havet och antalet invånare är 943.
Terrängen runt Hīzaj är platt åt nordväst, men åt sydost är den kuperad.Runt Hīzaj är det ganska tätbefolkat, med 179 invånare per kvadratkilometer. Närmaste större samhälle är Qahāvand, 14,8 km sydväst om Hīzaj. Trakten runt Hīzaj består i huvudsak av gräsmarker.